# Тарнер
Тарнер је често презиме енглеског и ирског (англо-норманског) порекла чији корени потичу још из 12. века, а значи „онај који ради са стругом“. Тарнер је 28. најчешће презиме у Уједињеном Краљевству.

## Списак особа са презименом Тарнер
- Вилијам Тарнер, енглески сликар и цртач епохе романтизма.
- Тед Тарнер, амерички медијски магнат.
- Лана Тарнер, америчка глумица.
- Кетлин Тарнер, америчка глумица.
- Џејсон Тарнер, амерички спортиста, такмичар у стрељаштву.
- Ајк Тарнер, амерички музичар , фронтмен , ловац на таленте и продуцент.
- Едвард Тарнер Бенет, британски зоолог и писац.
- Артур Тарнер, британски аматерски фудбал.
- Тина Тарнер, америчка певачица и глумица.